# Zonocerus variegatus
Criquet puant
Espèce
Zonocerus variegatus, le Criquet puant, est une espèce d'insectes orthoptères de la famille des Pyrgomorphidae,.

## Répartition géographique
Cette espèce se rencontre en Afrique de l'Ouest,,.
Elle est présente en Afrique tropicale humide et s'observe en Mauritanie, au Sénégal, en Gambie, au Mali, en Guinée-Bissau, en Guinée, en Sierra Leone, au Liberia, en Côte d'Ivoire, au Burkina Faso, au Ghana, au Togo, au Bénin, au Niger, au Nigéria, au Tchad, au Cameroun, en République centrafricaine, au Soudan du Sud, au Gabon, en République du Congo, en République démocratique du Congo, en Ouganda et en Angola.

## Description
Zonocerus variegatus présente un corps subcylindrique vert jaunâtre qui mesure de 30 à 45 mm de long avec un thorax bordé de jaune et des antennes de 18 à 20 mm de long.

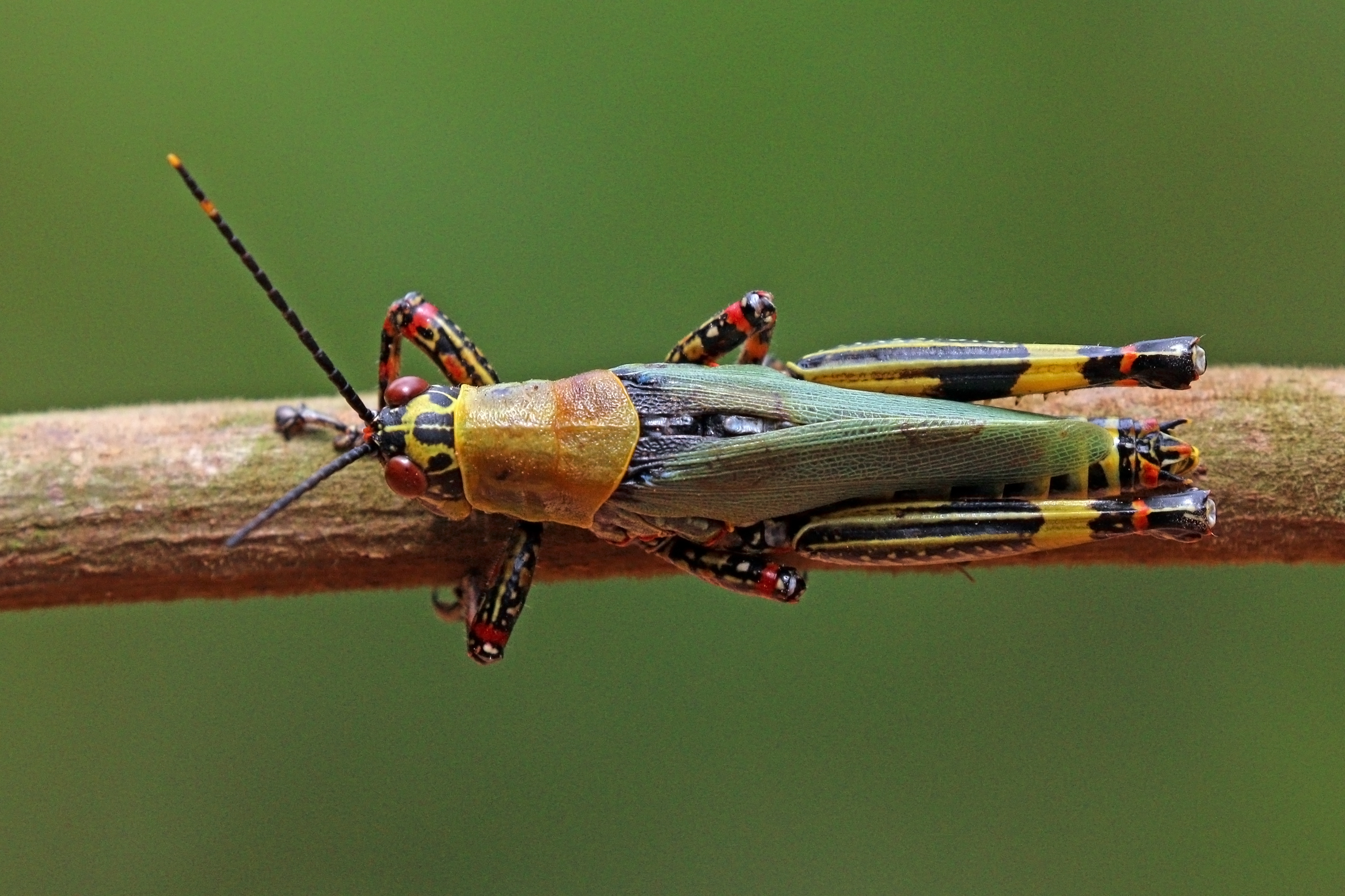
Zonocerus variegatus (Ghana).

La tête vue d'en haut est courte. Elle est jaune tachetée de noir. Le vertex en avant des yeux est à peine saillant. Le sommet est triangulaire, large et court. Le front est un peu oblique. La carène médiane court le long du sillon médian parallèlement aux carènes latérales. Les antennes, filiformes, sont insérées entre les yeux avec les articulations les plus allongées. Elles sont noires avec généralement deux ou trois articles distaux jaune orange.
Le pronotum est subcylindrique, rétréci antérieurement et arrondi vers l'arrière, lisse et sans tubercules. Il est très obtus vers l'arrière, anguleux ou arrondis et sans carènes. Il présente des sillons peu imprimés avec un sillon postérieur en position médiane. 
Le prosternum est peu distinct, petit, obtus et tuberculé. La plaque sternale antérieure ne présente pas de rainure arquée. Les lobes mésosternaux sont plus étroits chez le mâle que chez la femelle où ils sont séparés.
Les élytres sont verts, et légèrement plus courts que l'abdomen avec une tache noire à la base. Ils sont latéraux, rarement lobiformes, à nervures multiples avec un apex arrondi. Les ailes, noires à brun-verdâtre clair et parfois légèrement rougeâtres à la base, sont parfaitement développées, hyalines, délicatement colorées, non tachetées ou raccourcies ou rudimentaires. 
L'abdomen est noir et panaché de rouge.
Les pattes sont panachées de noir. Les fémurs antérieurs sont élargis vers l'apex pas plus long que l'abdomen avec des carènes à peine comprimées. La face externe des fémurs est en grande partie noire avec un anneau blanc-jaune pré-géniculaire. Les tibias postérieurs sont un peu plus larges à l'apex avec des carènes émoussées armées d'une épine apicale externe.

## Éthologie

### Alimentation

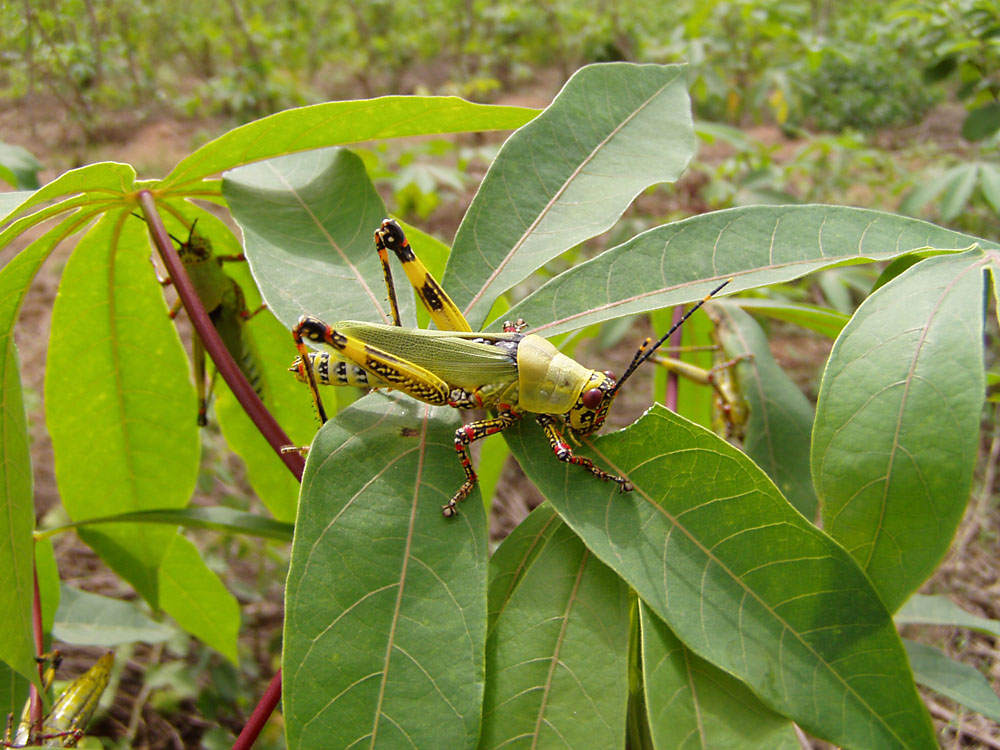
Zonocerus variegatus mâle mangeant une feuille de manioc.

Cette espèce est polyphage et se nourrit de plantes dont certaines sont d'intérêt pour l'homme comme le manioc, et d'autres sont toxiques. Plus de 318 espèces de plantes-hôtes sont recensées dans son aire de répartition géographique. Le manioc et Chromolaena odorata (Asteraceae) sont les plantes hôtes les plus importantes. Chromolaena odorata (consommée par les larves et les adultes) est également utilisée comme abri, comme site de ponte et comme source d'alcaloïdes pyrrolizidiniques qui sont incorporés à des sécrétions glandulaires servant à cette espèce à se défendre contre les prédateurs.
Zonocerus variegatus se nourrit le jour de plantes herbacées et les graminées nuisent à sa fertilité et à sa longévité.

### Comportement
Les couleurs très marquées de cette espèce ont très probablement un rôle aposématique. L'insecte perturbé peut émettre une odeur désagréable provenant des sécrétions d'une glande répugnatoire abdominale.
Les nymphes se perchent du soir au lendemain matin, de préférence sur des arbustes à feuilles épaisses et larges. Plus les nymphes sont âgées et plus les plantes choisies pour se percher sont hautes. Seules les nymphes semblent migrer. Les nymphes sont attirées par des objets en mouvement à très courte distance et réagissent en les suivant. Une fois la migration commencée, le contact corporel mécanique entre les sauterelles au repos et celles en marche stimule l'ensemble de la foule migratrice à avancer. En règle générale, les nymphes marchent plutôt que de sauter lorsqu'elles migrent. La vitesse de la migration est directement proportionnelle au nombre d'individus impliqués. Les adultes sont solitaires et n'ont jamais été observés en train de migrer en masse.

### Habitat
Cet acridien, amateur de végétation herbacée non graminéenne et de lumière, est connu depuis longtemps comme un ravageur occasionnel et la déforestation au profit d'espaces ouverts favorise son expansion.

### Reproduction et cycle de vie

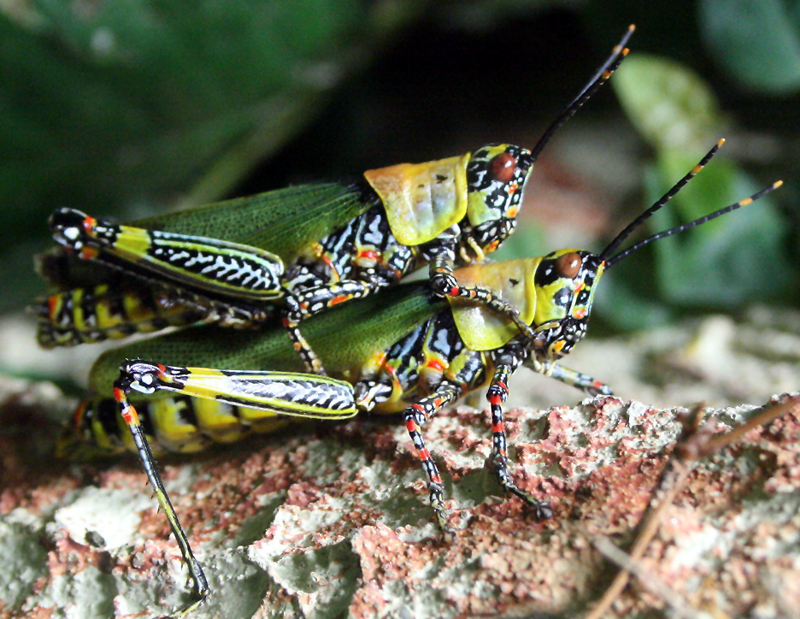
Accouplement.

Zonocerus variegatus présente un cycle annuel. La période nymphale et l'âge adulte couvrent une période d'environ 7 mois. Les femelles sont sexuellement matures et l'accouplement a lieu environ 40 jours après l'émergence alors que les mâles ont des spermatozoïdes dès 20 jours après l'émergence. Les femelles pondent dans un trou creusé dans le sol de deux à quatre grappes d'œufs ou oothèques contenant chacune en moyenne 37 œufs.

## Systématique
L'espèce Zonocerus variegatus a été décrite en 1758 par l'entomologiste suédois Carl von Linné sous le basionyme Gryllus Locusta variegatus.
L'entomologiste suédois Carl Stål créé en 1873 le genre Zonocerus dans lequel il transfère variegatus.
Étymologiquement, Zonocerus signifie « à antennes ceinturées, zonées », ce qui fait allusion au fait que les antennes chez ce genre sont en majeure partie noires mais que plusieurs anneaux sont de couleur jaunâtre à orangée, pas plus de trois chez Zonocerus variegatus.
L'épithète spécifique variegatus signifie "varié" ce qui fait référence à la coloration de l'insecte constituée d'une mosaïque très caractéristique de noir, de jaune, de rouge et de vert. 

### Liste des sous-espèces
Selon Orthoptera Species File (23 décembre 2022) :
- Zonocerus variegatus (Linné, 1758) - Criquet puant[1] - Afrique de l'Ouest[1]
  - Zonocerus variegatus brachyptera Giglio-Tos, 1908[13]
  - Zonocerus variegatus variegatus (Linné, 1758)

### Publication originale
- Linnaeus. C. 1758. Systema Naturae per Regna tria naturae (10e ed.), vol. 1, p. 1-824 (BHL - variegatus p.432).

### Espèce similaire
L'autre espèce du genre Zonocerus, Zonocerus elegans, est assez similaire à Zonocerus variegatus et dans la partie des aires de répartition des deux espèces qui se recouvrent comme en Angola, en République démocratique du Congo et en Ouganda ainsi que peut-être au Kenya, ces deux espèces ont parfois été confondues.

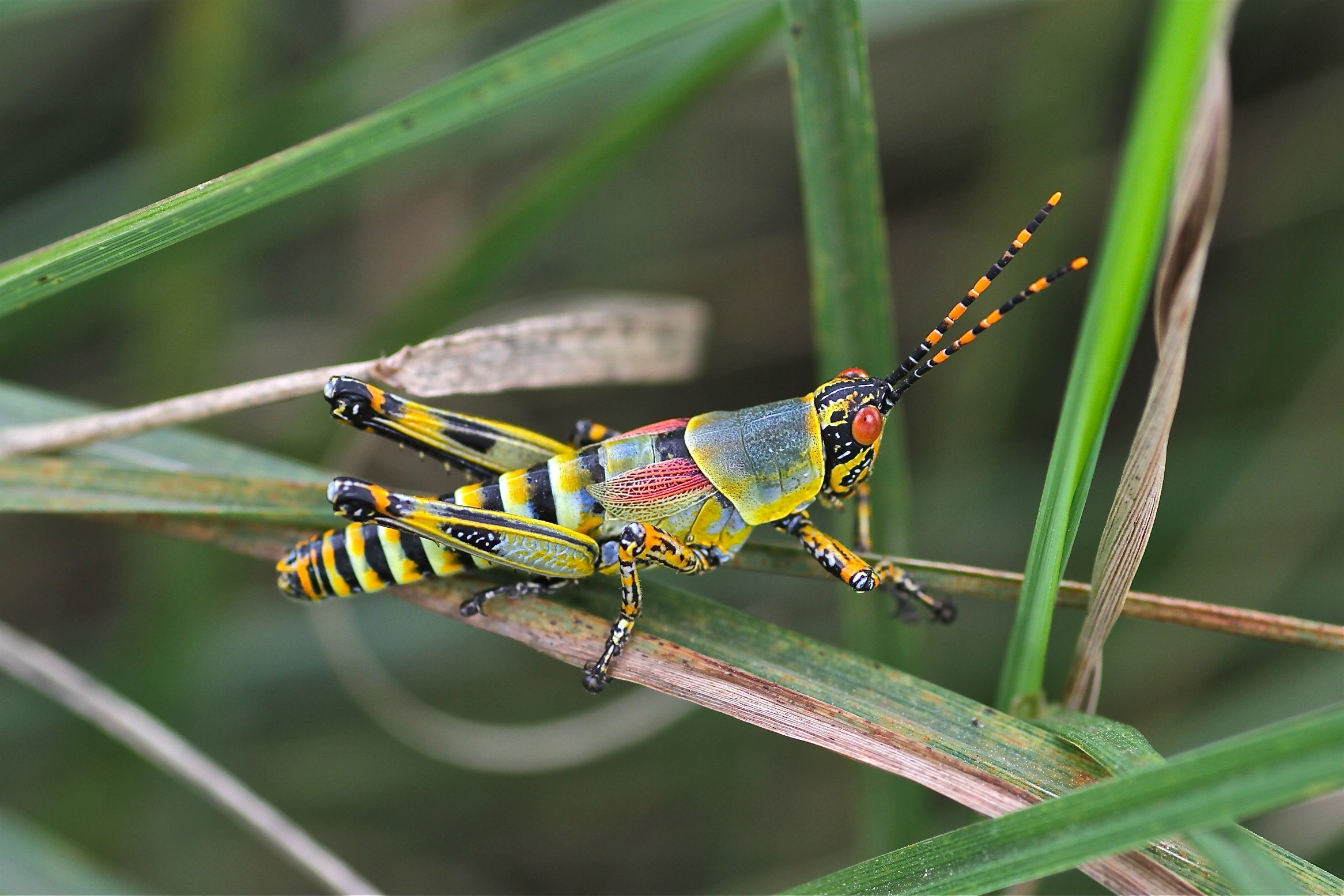
Zonocerus elegans.
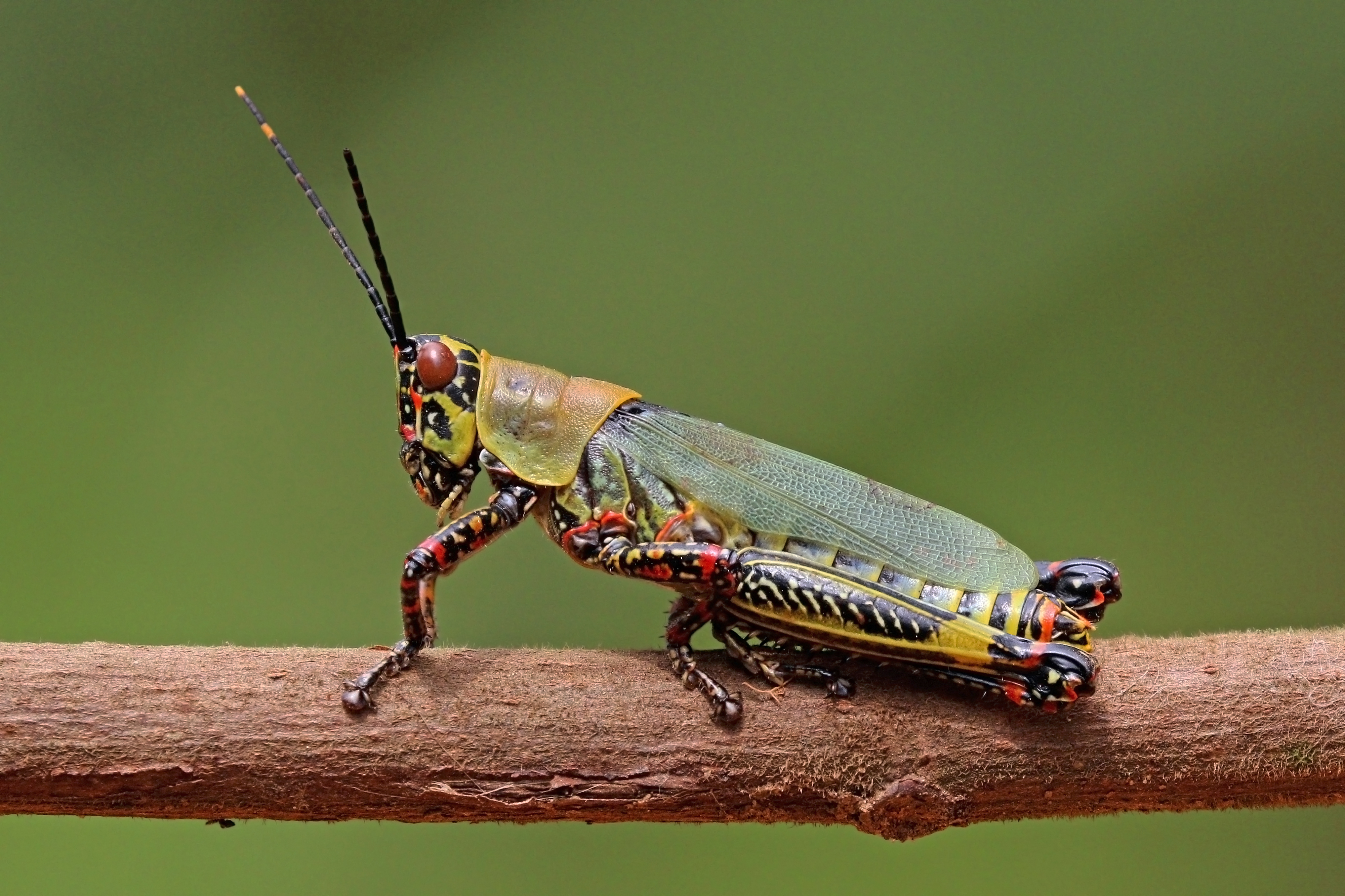
Zonocerus variegatus.

Pour pouvoir les différencier, on notera que Zonocerus variegatus présente des élytres et des ailes postérieures courts ou pleinement développés avec les ailes noires parfois légèrement rougeâtres à la base et les élytres verts. La face externe des fémurs est en grande partie noire avec un anneau blanc-jaune pré-géniculaire. Les antennes sont noires avec généralement deux ou trois articles distaux jaune orange. Zonocerus elegans quant à elle présente des élytres et des ailes postérieures très courts, lobiformes, ou pleinement développés avec des ailes rosâtres et des élytres jaune verdâtre. La face externe des fémurs est en grande partie jaune orange à olivâtre avec la moitié apicale plus ou moins noire. Les antennes sont noires avec plus de trois articles orange.

## Contrôle
Zonocerus variegatus est un ravageur majeur dans les stratégies nationales de protection des plantes dans de nombreux pays des régions forestières d'Afrique de l'Ouest et d'Afrique centrale.
Lutte biologique - Un biopesticide à base de spores du champignon entomopathogène Metarhizium acridum peut être utilisé pour lutter contre le criquet puant. La souche I 91609 est plus spécifique de cette espèce. Cette méthode de lutte doit être considérée comme efficace et écologiquement viable. La consommation humaine d'adultes de Zonocerus variegatus  comme moyen de biocontrôle a été signalée. Ce criquet est largement consommé dans divers pays et est connu pour sa teneur élevée en protéines brutes et en minéraux.
Lutte culturale - Un bon contrôle des populations de Zonocerus variegatus peut être obtenu en déterrant les œufs. Les agrégations d'adultes et les sites de ponte sont facilement reconnaissables et déterrer les œufs pendant la longue période d'incubation n'est pas compliqué. Cependant, la méthode ne sera efficace que si les œufs sont détruits sur une grande surface, faute de quoi une réinvasion se produira. Cette méthode est recommandée en raison de l'importance économique généralement marginale des dommages causés. Dans les zones où Chromolena odorata domine les jachères, l'ajout de Pueraria phaseoloides induit une réduction significative de l'abondance des populations de Zonocerus variegatus. Ainsi, les jachères à P. phaseoloides pourraient être un outil utile pour la gestion du criquet puant et pourraient servir de substitut, au moins partiel, aux insecticides chimiques dans le cadre d'une stratégie de lutte intégrée.
Lutte chimique - La lutte insecticide est la méthode la plus courante et s'applique le mieux aux bandes larvaires du premier stade. Mais, pour être efficace, il est essentiel d'attaquer toutes les bandes dans une vaste zone. Dans le cas contraire, une réinvasion par l'extérieur est probable. Les stades larvaires 1 à 3 sont plus faciles à contrôler en raison de leur comportement grégaire, mais ils ne passent que très peu de jours dans ces stades. Il est parfois conseillé d'utiliser des appâts à base de racines ou de feuilles de Chromolena odorata pour concentrer les criquets puants et les tuer. Méthode qui devrait permettre de réduire les populations de Zonocerus variegatus  en toute sécurité pour l'environnement avec un minimum d'insecticide.
Surveillance sur le terrain - Le succès de la lutte dépend fortement d'une surveillance régulières sur le terrain pour détecter les agrégations de larves et d'adultes, ainsi que les sites de ponte.